# Umuq
Umuq és un jaciment arqueològic de Síria en una vall plana a l'Eufrates superior propera a la frontera amb Turquia. En les excavacions s'han trobat ceràmiques del tipus de l'Obeid, tot i que queda fora de la zona pròpia d'aquesta cultura.